# چوفو، توکیو

نقشهٔ چوفو واقع در ناحیهٔ تامای توکیو

چوفو (به ژاپنی: 調布市 Chofu) به یکی از بخش‌های منطقه تامای توکیو، پایتخت ژاپن گفته می‌شود. مساحت آن ۲۱٬۵۳ کیلومتر مربع است.